# Futbol'nyj Klub Naftovyk-Ukrnafta
Il Naftovyk-Ukrnafta Ochtyrka, ufficialmente FK Naftovyk Ochtyrka, è una società di calcio di Ochtyrka, in Ucraina. Nella stagione 2010/11 il club milita nella Perša Liha, la seconda serie del calcio ucraino.

## Storia
Il club venne fondato nel 1980 e durante gli ultimi anni dell'era sovietica non riuscì a raggiungere alcun risultato sportivo degno di nota. Il Naftovyk Stadium, che ospita le partite interne, ha una capacità di 29.300 spettatori. Dopo la dissoluzione dell'Unione Sovietica, il club fu tra i fondatori del massimo campionato ucraino, ma venne subito retrocesso al termine della stagione 1992. Da allora ha sempre militato nelle serie minori, venendo promosso nuovamente in Višča Liga per la stagione 2007-2008, e cambiando denominazione in Naftovyk-Ukrnafta Ochtyrka.

## Palmarès

### Competizioni nazionali
- Perša Liha: 1

2006-2007
- Druha Liha: 1

2000-2001

### Altri piazzamenti
- Perša Liha:

Terzo posto: 1992-1993, 2003-2004